# Kabala i politika
Politika je, po Aristotelu, rad na najvišem dobru. Najviše dobro je dobar život (eu zên) koji podrazumijeva one oblike življenja koji su lijepi, u skladu s vrlinama, i u skladu s naravi Božjom. Budući da i Kabala teži ozbiljenju dobrog života u realnom svijetu kroz praksu oživljavanja svega što je dobro u svijetu i čovjeku (tikkun olam) to se ona može razumjeti kao politika, ali ne u širokom značenju te riječi. Dakako da Kabala ne zadire u politiku kada se ona razumije kao određeni posao onaj političara. Kabali je stalo do poboljšanja svijeta i do dobrog življenja u jednom boljem svijetu i, u tom smislu ona je politička, kao kad kažemo da je čovjek političko biće (Aristotel: zoon politikon) onda mislimo, na tragu Aristotela, da je čovjek ono živo biće (gr: zoon) koje živi u gradu (gr: polis) i stalo mu je do uređivanja života u vlastitom gradu.     

## Stvaranje svijeta i pucanje posuda (ševirat hakelim)
Svijet je stvoren Božjim sebe-izdvajanjem (צִמצוּם: cimcum) iz jednog dijela svijeta koji je bio potpuno ispunjen Božjom svjetlošću (Or En Sof). U taj, ispražnjeni dio svijeta Bog emanira prvu zraku svojega svjetla u kojoj su sadržani njegovi atributi i tako nastaje deset sefirota. Međutim, dogodila se neka vrsta kozmičke tragedije: posude u koje je Bog emanirao svoje atribute nisu bile dovoljno snažne i one su pukle; taj događaj nazvan je (po Isaak Luria) pucanje posuda (ševirat hakelim). Nakon tog prvog neuspjelog pokušaja stvaranja svijeta, Bog započinje novo stvaranje pri kojem ujedinjuje posude da bi ih učinio jačima za primanje njegove svjetlosti. Te ujedinjene posude zovu se parcufim što znači lica ili obličja Božja. A svjetlo koje je zaostalo nakon prvog pokušaja stvaranja i pucanja posuda raspršilo se po svijetu u vidu iskri (nicocot: נִצוֹצוֹת ) Božjeg svjetla i one su potom postale zarobljene u materijalne ljuske koje se zovu klipot. Ono što sada nalazimo u svijetu jest i dobro i zlo, jer su iskre Božjeg svjetla – to je ono dobro, postale zarobljene u materijalnim ljuskama (klipot) koje sprječavaju njihovo izlaženje na vidjelo – to je ono zlo.      

## Put popravljanja svijeta (Tikkun olam)
Tikkun olam (תִיקּוּן עוׂלָם) se ne sastoji u nasilnom mijenjanju svijeta – nekakvoj revoluciji; naprotiv, riječ je o mirnom radu pojedinaca na postupnom poboljšanju svijeta kroz vlastiti rad na sebi – poboljšanju sebe da bi se popravio svijet. Taj rad na sebi to je čitava praksa Kabale – praktična Kabala što označuje primjenu Kabale u svakodnevici. Zadaća svakog kabaliste (מְקוּבָּל: mekubal) sastojat će se u oslobađanju zarobljenih božanski iskri koje su, nakon pucanja posuda, raspršene u materijalnim ljuskama (klipot) po cijelom svijetu. Koji su to postupci oslobađanja iskri (nicocot)?     
Očito to su svi postupci koje primjenjuje svaki kabalist u svojoj svakodnevnoj praksi, a to su oni postupci kojima kabalist „popravlja“ sebe i oni kojima nesebično popravlja svijet oko sebe. Uvijek je pritom na djelu oslobađanje zarobljenih iskri (nicocot) Božjeg svjetla, dakle onog što je dobro u čovjeku i u svijetu. Razlikovat ćemo postupke u ovisnosti o razini svijeta (olamot) na kojoj se prakticiraju, tako:
U svijetu Asija imamo rad na tijelu: asane i pranayamu;
U svijetu Jecira imamo ovladavanje zlim nagonima (lehaknia et jecer haRa) koje se sastoji u odvraćanju pažnje od negativnih prizora u svijetu te njeno usmjeravanje na pozitivni vid događaja.
U svijetu Beria imamo život u vrlini (lehagiv musari) koji se sastoji u njegovanju svih vrlina koje odgovaraju dotičnim sefirotima, na primjer njegovanje vrline nesebičnosti (bitul) koja se vezuje uz sefira Hokma (Božja mudrost) ili, vrline milosrđa (rahamim) vezane uz sefira Tiferet (Božja ljepota i sklad). 
U svijetu Acilut imamo čitanje i proučavanje Božje riječi; molitvu (tfila) u duhu kavana; prianjanje uz Boga (d'vekut) i, na kraju, 
Na razini En Sof postizanje jedinstva s Bogom kroz praksu jihudim. 
Sve gore navedene prakse predstavljaju redovitu praksu svakog kabaliste, no rad na popravljanju svijeta – tikkun olam, ima još dodatni vid koji se sastoji u uključivanju kabaliste u one aktivnosti koje inače ne pripadaju Kabali pa ih nalazimo u svih ljudi, a to su:
Pripremanje živežnih namirnica u kuhinji;
Održavanje čistoće vlastitog tijela i okoliša;
Održavanje ekološke ravnoteže;
Odgajanje djece što pretpostavlja oslobađanje, iznošenje na vidjelo onog što je dobro u djetetu (nicocot) nasuprot prevelikom naglašavanju onog lošeg;
Kultiviranje osjetilnosti kroz umjetnost koje bi trebalo omogućiti čovjeku da se kroz likovne umjetnosti uzdiže u svijet čistih likova u svijetu Jecira; da se uzdiže u svijet ljepote pokreta kroz uživanja u umjetnosti pokreta (balet i ples)u svijetu Beria; da se kroz lijepu književnost i lijepu glazbu uzdiže u svijet čistog govora i čistog zvuka u svijetu Acilut.

## Primjena Kabale u rješavanju životnih problema u svijetu
Primjena Kabale očitovat će se u rješavanju realnih problema u svijetu. To znači, kad se javi neki problem, treba pogledati za koju sefira je taj problem vezan. Posebice, uz koju razinu sefira – na kojoj razini svijeta (olamot) je nastao problem? U skladu s uvidom u sefirotsku vezanost, poduzima se i odgovarajuća Kabala praksa i to na odgovarajućoj razini olamot.
Dakle, algoritam rješavanja problema izgleda ovako:
1.     Što je problem?
2.     Uz koju posebnu sefira je problem vezan?
3.     Na kojoj razini sefira (u kojem od svjetova, olamot) dominira dotični problem?
4.     Koja razina prakse za tu sefira je najpogodnija?

### Primjena modela PaRDeS na tumačenje životnih situacija
Pardes je akronim za hermeneutički model tumačenja kojega čine četiri razine: 1. Pešat   = doslovni smisao teksta 2. Remez = metaforički/alegorijski smisao 3. Deraš   = moralni, homiletički smisao 4. Sod = otkrivanje skrivenog, mističkog smisla u Kabali. U dolje postavljenim tablicama u čitanju polazimo od najniže razine - Asija svijeta i uspinjemo se k višim razinama svjetova: Jecira, Beria, Acilut.
| Svjetovi | Duša   | Tumačenje u modelu PaRDeS                                 | |
| Acilut   | Haja   | Politika u skladu s uvidom u Božju namisao                | tajnoviti smisao = smisao tajne; u Kabali sve stvoreno, svaki događaj trebao bi biti rezultat emanacije kroz sefirote nekog Božjeg atributa, Božje biti (acmut): Na što ukazuje, u svom sod smislu, navedeni događaj? |
| Beria    | Nešama | Koja poruka za homiliju koja potiče na dobro djelovanje?  | Poruka za homiliju kojoj je svrha potaknuti čovjeka na dobro djelovanje (Ps 34,15: "Zla se kloni, a čini dobro"). |
| Jecira   | Ruah   | Koja je to metafora koja olakšava razumijevanje događaja? | Stoga shvatimo događaj metaforički: u prenesenom značenju te riječi, |
| Asija    | Nefeš  | doslovni, faktični, smisao događaja                       | dogodilo se to-i-to, ali iz doslovnog (p'šat) shvaćanja slijedi |

### Što se realno događa, a što bi setrebalodogađati?
Polazimo od najnižeg, doslovnog smisla - P'šat, pa se uspinjemo preko Remez, Deraš do Sod.
| P'šat | Doznati što se to realno, bez uljepšavanja, bez wishful thinking, događa; Tko su sudionici događaja – ličnosti u igri? Kako se odvija tijek događaja (kao plot u filmu)? Kojim riječima, kojim programom ili parolama nastupaju sudionici događaja?                                                                 |
| Remez | koja metafora ili alegorija najbolje odslikava dani događaj? „Ej, to je kao kad bi netko uradio nešto slično …“ Zamislimo to kao nekakvu ... i uslijedi neka alegorija, ili metafora |
| Deraš | Koju poruku zajednici (narodu) de facto šalju političari na vlasti? Je li ta poruka puka demagogija (zavođenje naroda)? „treba se strpjeti...“; „treba vidjeti što će se dalje odvijati.“ „Ljudi moji, pa moramo biti svjesni da ....“ „Ne smijemo dalje odlagati...“                                               |
| Sod   | Koja je to tajna, ne mora biti nešto katastrofalno, koja se naslućuje u realnom odvijanju danog događaja? Događaji ukazuju na kretanje prema gore....; Događaji ukazuju na srozavanje standarda....; Događaji ukazuju na socijalnu integraciju .... države, … porast gospodarstva ... porast standarda građana ...; |

### Kako bi se moglo, u vidokrugu Kabale, politički konstruktivno djelovati?
Polazimo od najnižeg, doslovnog smisla - P'šat, pa se uspinjemo preko Remez, Deraš do Sod.
| P'šat | Politička akcija trebala bi se odvijati u znaku dobrog življenja (hajim tov); da, ali tko i kako će odrediti što je to dobro življenje? Trebalo bi krenuti od onog što ljudi de facto žive? |
| Remez | Treba uvidjeti koji je to sam lik življenja pa na razini samog lika – u duši Ruah – vidjeti je li to lik lijepog življenja ili nije. Tome bi pridonio odgoj kroz umjetnosti – koji su to likovi življenja, čisti (amiti) likovi, koji se sviđaju duši Ruah? |
| Deraš | Sviđanje/nesviđanje ne treba biti i ostati jedini kriterij, stoga istraživanje treba nastaviti na višoj razini duše Nešama, i zapitati se: Koji su dobri načini življenja, naime oni koji uvažavaju druge ljude u zajednici, pa govorimo o vrlinama (gr. arete, hebr: ma'ala). Dobar život (eu zen, hajim tov) podrazumijeva one oblike življenja koji su lijepi, ali i u skladu s vrlinama. No, kako odrediti što su to vrline u pojedinačnim situacijama? |
| Sod   | Znamo da treba živjeti u skladu s vrlinama, ali sadržaj tog trebanja treba biti određen s više razine traženja smisla, a to je razina sod koja pripada duši Haja. Smisao sod je onaj tajnoviti smisao što ga duša Haja pronalazi u slušanju Boga. U odnosu na Boga i njegove atribute možemo zadobiti uvid koji treba biti mjerodavan za sadržaj dobrog življenja.                                                                                          |

## Vanjske poveznice
https://www.chabad.org/library/article_cdo/aid/3700275/jewish/What-Is-Tikkun-Olam.htm